# Giorgio Santini
Giorgio Santini (Marostica, 7 luglio 1954) è un sindacalista e politico italiano.

## Biografia
Nato a Marostica (Vicenza), dopo aver conseguito il diploma di maturità classica, inizia a lavorare come lavoratore dipendente, conseguendo come studente-lavoratore la laurea in scienze politiche all'Università di Padova.
Nel 1977 diventa dirigente sindacale, mentre nel 1980 viene eletto segretario provinciale di Vicenza della Federazione Italiana Metalmeccanici (FIM) della Confederazione Italiana Sindacati Lavoratori (CISL), divenendo poi segretario regionale della FIM-CISL e nel 1985 segretario della FIM-CISL di Padova.
Nel 1998 entra nella segreteria confederale della CISL nazionale con responsabilità in diversi settori tra cui le politiche del mercato del lavoro, occupandosi in particolare di ammortizzatori sociali, di politiche del mezzogiorno, dello sviluppo del territorio, delle infrastrutture e delle riforme istituzionali.
Nel 1991 diventa segretario generale della CISL di Vicenza, mente nel 1994 diventa segretario generale della CISL in Veneto e componente dell'esecutivo e del Consiglio nazionale della CISL confederale. Nel 1998 diventa segretario confederale della CISL.
Nel 2010 viene eletto segretario generale aggiunto della CISL, carica che ricopre fino agli inizi del 2013, quando alle elezioni politiche di quell'anno viene candidato al Senato della Repubblica, tra le liste del Partito Democratico (PD) nella circoscrizione Veneto in terza posizione, risultando eletto senatore. Nella XVII legislatura della Repubblica è stato membro della 5ª Commissione Bilancio, dove ricopre l'incarico di capogruppo per il PD, della Commissione speciale per l'esame degli atti urgenti presentati dal Governo e della Commissione parlamentare di controllo sull'attività degli enti gestori di forme obbligatorie di previdenza e assistenza sociale, oltre a fare per tre volte da relatore della legge di Bilancio e presentare, assieme a 6 senatori del PD per poi ritirarlo, un emendamento alla legge di Bilancio 2018 per ridurre l'IVA sulle ostriche.
Alle elezioni comunali in Veneto del 2018 si candida a sindaco di Marostica, sostenuto dalla lista civica Impegno per Marostica, raccogliendo il 29,18% dei voti ma venendo superato dal candidato della Lega - Civica Matteo Mozzo (33,78%). Viene comunque eletto consigliere comunale in quanto candidato sindaco non eletto. Dal 2019 al 2024 è stato anche consigliere provinciale di Vicenza.
Alle comunali venete del 2023 si ricandida a sindaco di Marostica, sostenuto dalla lista civica Marostica per Tutti, raccogliendo il 37,14% dei voti ma venendo superato dal sindaco uscente della Lega-Vivere Marostica-Fratelli d'Italia Giorgia Maloni Mozzo (62,86%).